# Cañaveruelas
Cañaveruelas – gmina w Hiszpanii, w prowincji Cuenca, w Kastylii-La Mancha, o powierzchni 33,57 km². W 2011 roku gmina liczyła 176 mieszkańców.